# Hydraena abdita
Hydraena abdita är en skalbaggsart som beskrevs av Armand D'Orchymont 1948. Hydraena abdita ingår i släktet Hydraena och familjen vattenbrynsbaggar. Inga underarter finns listade i Catalogue of Life.